# Ilie (prenume)
Ilie este un nume de botez masculin sau de familie (în ebraică אֵלִיָּהוּ, Elijah, în trad. "Dumnezeu este Domnul meu", în greacă și latină Hλίας respectiv Elias, în arabă إِلْيَاس, Iliās).
Prenumele Ilie s-a răspândit prin religia creștină preluată de la greci și romani de către alte popoare. Există o numeroasă serie de variante și derivate de nume de familie al căror etimon este prenumele Ilie: Ila, Ile, Ilea, Ilieș, Iliescu, Iliut, Ilașcu, Iloaie etc. Ca nume de familie Ilea (Ila, Ile) e cunoscut la bulgari, sârbi, unguri, ucraineni etc., la origine avându-l pe același Ilie.
În România, la data de 20 iulie 2010, cu ocazia sărbătoririi anuale a Sfântului Prooroc Ilie Tesviteanul din religia creștină, 127.944 de români și-au aniversat onomastica.
Dintre cei 127.944 de persoane, 113.932 sunt bărbați, majoritatea acestora purtând numele de Ilie (110.632).
Alături de aceștia, și-au sărbătorit onomastica și cei care poartă numele de Iliuță (3.202), Iliuț (83) și Iliuș (15).
Dintre 14.012 femei sărbătorite în aceeași dată, cele mai multe purtau numele de Iliana, Eliana, Ilinca și Ilia (85).